# Yeshivá de Hebrón
La Yeshiva de Hebrón (en hebreo: ישיבת חברון כנסת ישראל) (transliterado: Yeshivat Hebron Knesset Yisroel) es una yeshivá que estaba dedicada al estudio avanzado del Talmud de Babilonia. Fue fundada en el año 1924, cuando el director de la Yeshivá de Slabodka, que era entonces conocida como "La madre de las yeshivot", junto con 150 estudiantes, fundaron una nueva academia talmúdica en la ciudad de Hebrón, en el Mandato Británico de Palestina.

## Historia de la yeshivá

### Refundación de la Yeshivá de Slabodka en Palestina
En el año 1924, un edicto del gobierno lituano que requería el reclutamiento de los alumnos de la yeshivá en el ejército, y la realización de estudios seculares, llevó a un gran número de estudiantes de Slabodka a partir hacia el Mandato británico de Palestina. El Rabino Nosson Tzvi Finkel, también conocido como "El anciano de Slabodka", envió al Rabino Avraham Grodzinsky para liderar a ese grupo y establecer una yeshivá en la ciudad de Hebrón. Tras el regreso de Grodzinsky a Slabodka, el director de la yeshivá transfirió su cargo al frente de la rama europea de Slabodka, al Rabino Yitzchok Isaac Sher y se desplazó él mismo hasta Hebrón para liderar la nueva yeshivá, juntamente con el Rabino Moshé Mordechai Epstein. Hebrón fue la ciudad elegida para fundar la yeshivá y asentarse, en lugar de Jerusalén. La rama de Slabodka existente en Europa dejó de funcionar durante el Holocausto. Una rama de la yeshivá fue establecida en el municipio de Bnei Brak.

### Matanza de Hebrón (1929)

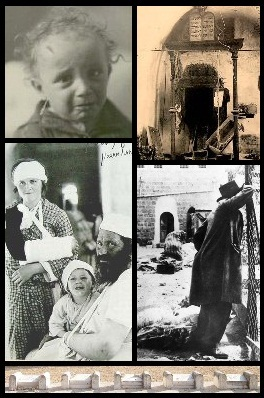
Imágenes de algunos supervivientes de la Matanza de Hebrón de 1929.

Un grupo de 24 estudiantes de la yeshivá fueron asesinados durante un pogromo conocido como la Masacre de Hebrón de 1929, que tuvo lugar en la localidad de Hebrón.

### Traslado a un nuevo campus
Tras el pogromo, la yeshivá fue establecida de nuevo en el barrio de Gueulá, en la ciudad tres veces santa de Jerusalén. A pesar de sufrir un retraso tras la defunción del Rabino Moshé Hebroni, la yeshivá se trasladó a un nuevo campus más grande, ubicado en el barrio de Guivat Mordejai, en 1975. La yeshivá actualmente tiene unos 1300 estudiantes, y es una de la yeshivot lituanas con más prestigio y más influyentes, en el Estado de Israel. Los directores de la yeshivá actualmente son los rabinos Dovid Cohen y Yosef Chevroni.